# Alois Neruda
Alois Neruda, křtěný Alois Jan (20. června 1837 Kostelec nad Labem – 25. ledna 1899 Praha) byl český violoncellista.

## Život
Byl jedním z deseti dětí hudebního skladatele Josefa Nerudy (1804–1876). V mladí se u něj učil a poté na Konzervatoři v Praze u Julia Goltermanna. Po úspěšném ukončení svých studií odešel na místo koncertního mistra do sedmihradského Temešváru, v tehdejších Uhrách. Avšak po třech letech se vrátil zpět do Prahy.

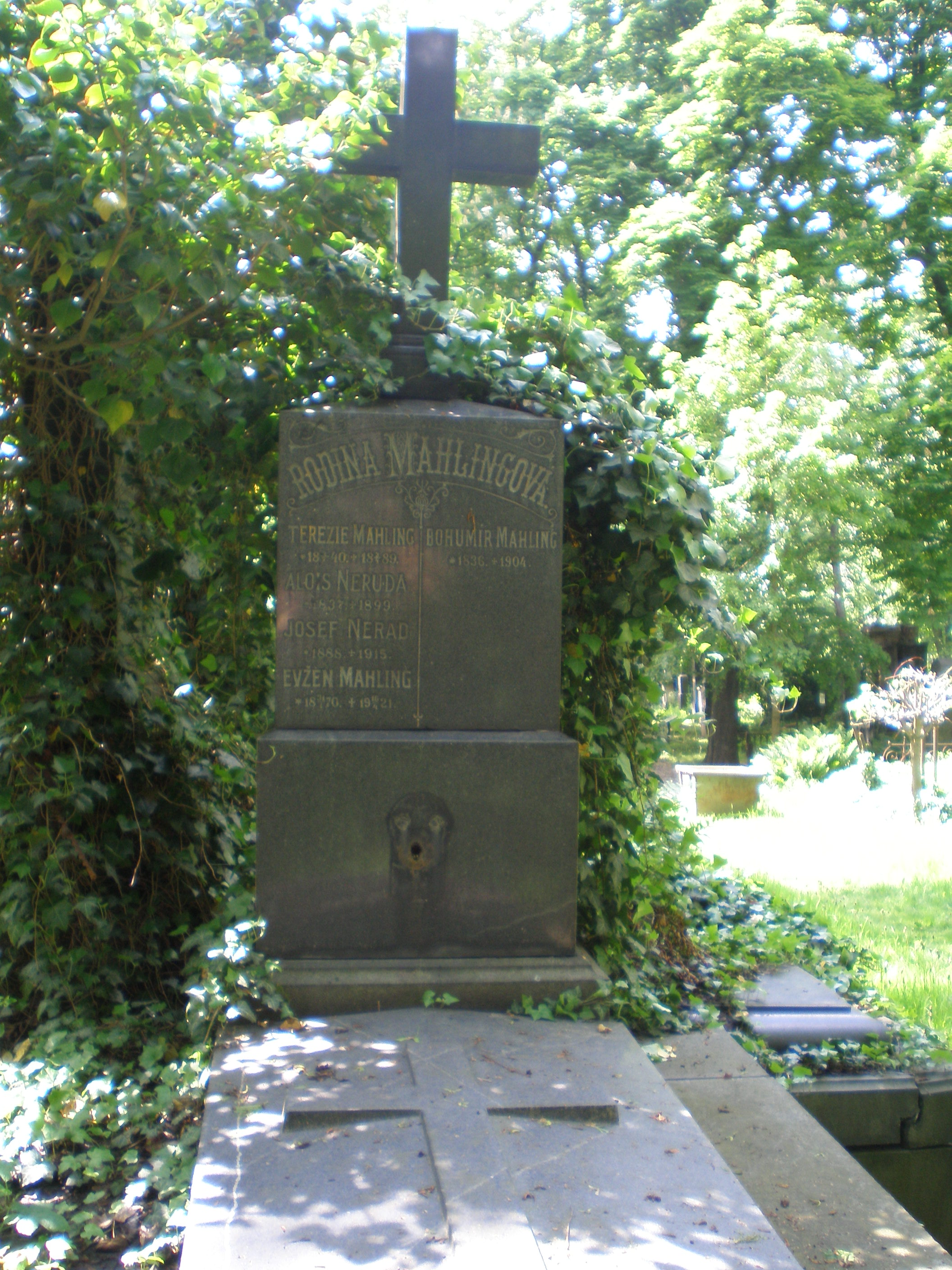
Hrob Aloise Nerudy na Olšanských hřbitovech v Praze

 Zde zvítězil v náročném konkursu na sólo violoncellistu Prozatímního a poté Národního divadla. V této funkci pracoval 26 let. Během svého působení v Praze se důvěrně spřátelil s Bedřichem Smetanou, který mu často, jako jednomu z nejlepších instrumentalistů v Praze, svěřoval k premiérové interpretaci svoje skladby. V roce 1879 provedl mimo jiné poprvé i Smetanův kvartet „Z mého života“. Alois Neruda velmi často vystupoval i s Antonínem Dvořákem v jeho komorních skladbách.
Není spřízněn s rodinou brněnského varhaníka Josefa Nerudy (1807–1875).
Je pohřben na Olšanských hřbitovech v Praze.